# Wasserschloss Rot
Das Wasserschloss Rot, auch Fuggerisches Schloss genannt, ist eine abgegangene Wasserburg bei der Mühle südlich von Rot, einem heutigen Ortsteil der Gemeinde Burgrieden im Landkreis Biberach in Baden-Württemberg.
Das 1547 von den Fugger erbaute Fuggerische Schloss geht auf eine frühere Wasserburg zurück. Das Schloss wurde 1850 abgebrochen. Die Villa Fugger stammt aus der Zeit um 1910.